# 日本第四紀学会
日本第四紀学会（にほんだいよんきがっかい、英語：Japan Association for Quaternary Research）は、第四紀研究を目的とした学会。

## 概要
1956年に設立。会員数は1650人 - 1850人程度。地球史における現代（約260万年前 - 現代まで）の自然、環境、人類などを研究する。会員の専門分野は地質学、地理学、考古学、古生物学、植物学、土壌学、地球物理学、地球化学、工学、人類学、動物学など多岐にわたる。
おもな活動内容は、年6回の学会誌・広報誌発行、年1回の大会とシンポジウム開催などである。大会は、分野ごとに部会を設けず、一つの会場で行われることが大きな特徴となっている。

## 歴史

### 設立までの経緯
日本第四紀学会の前身は、日本学術会議地質学研究連絡委員会（以下、研連）の第四紀小委員会であった。これは、国際第四紀学連合(INQUA)における日本支部、という位置づけであった。1952年10月、第四紀小委員会は第1回の委員会を開き発足。発足時の会員は37名であった。
1956年3月に第四紀小委員会は解散、同年の4月29日に創立集会が開かれ、日本第四紀学会は発足した。発足当時の会員は204名。

### 1950 - 70年代
発足から1年後の1957年に、学会誌である『第四紀研究』が創刊され、1961年の第2巻からは各巻4号制となった。
1961年にINQUAでテフロクロノロジー委員会が発足（発案者は小林国夫）。これを受け、翌年の1962年には、テフロクロノロジー国内委員会が発足した。さらに1963年には、『第四紀研究』の初の特集号である『テフロクロノロジー特集号』が発刊された。
また、同じく1963年には「第1回古土壌シンポジウム」が開かれ、1964年には『古土壌特集号』を発刊、土壌学者との交流がはじまった。1965年には、古土壌国内委員会が発足。さらに、同年の特集号として『パリノロジー特集号』が発刊され、花粉学者との交流も行われるようになった。
1972年にの特集号では、「自然環境の変貌」がテーマに挙げられ、以降、第四紀研究に環境概念も盛り込まれるようになった。また、この年に会員数が1000名を突破した。
1977年、創立20周年を記念して『日本の第四紀研究』（東京大学出版）が出版された。

### 1980年代 - 現在まで
1985年に研連との共催シンポジウム「百年・千年・万年後の日本の自然と人類」が開催され、第四紀研究から自然環境の将来の変貌予測が試みられた。このシンポジウムの詳細は、1987年に出版された『百年・千年・万年後の日本の自然と人類』（古今書院）にまとめられている。
1986年には30周年記念シンポジウム「日本第四紀学会の軌跡と展望」が開催された。また、有明書房より、『第四紀研究』の復刻版が出版された。
2006年、創立50周年記念シンポジウム「人類の環境を第四紀学から考える－過去から見た現在と未来」が開催された。
2007年には、『地球史が語る近未来の環境』（日本第四紀学会）が出版された。この本は『百年・千年・万年後の日本の自然と人類』の後継書という位置づけがされており、同じく第四紀研究からの将来予測がメインテーマとなっている。

## 主な研究とその意義

### テフロクロノロジー
1960年代以降、40年以上にわたってテフロクロノロジーは日本第四紀学会の主要な研究テーマとなっている。テフロクロノロジーとは、火山噴火じに堆積するテフラ（火山砕屑物）を利用した地質学的編年法である。（現会長の町田洋は、テフロクロノロジーの第一人者でもある。）
テフロクロノロジーによって、火山活動の年代や規模、火山ごとの噴火の傾向などを解明することができるだけでなく、将来的な火山ごとの活動の傾向や巨大噴火が起こる可能性などを予測することも可能になった。
2007年9月からは、学会員によって、インターネット上でテフラに関するデータベース（日本テフラデータベース）の公開が始まっている。

### 古土壌学
古土壌（現在の環境の影響を受けない土壌、と定義される）の研究も、40年以上にわたって行われている。
古土壌には埋没古土壌（化石土壌）とレリック土壌の2種類がある。前者は埋没しているため、主に年代の指標として利用される。後者は地殻変動の小さいアフリカ・オーストラリア等によく見られるもので、地質時代の古土壌が侵食されずにそのまま地表に残っている状態のことを指す。レリック土壌は、地表における気候や植物などの影響を受けるために、地表付近の環境を特定するのにも役立っている。

### 海面・氷河の変動
完新世の海面上昇期についてや、氷期と間氷期の変遷についてなど、様々なアプローチから研究がされている。
近年では、地球温暖化による海面上昇と、本来の海水準変動や氷床の変動を比較することによって、人間の活動が自然環境をどう変化させたか、という研究が第四紀学のアプローチから行われており、現在の地球の自然環境の状態を把握する上で意義のある情報を提供している。

### 植物・動物・人類の変遷
地層などに堆積している植物遺体や花粉、あるいは脊椎動物や貝類、微古生物、さらには人骨や人類の遺物なども、日本第四紀学会の研究対象となっている。
植物・動物などの研究などによって、自然環境の状態や年代を把握することが可能になった。また、主に石器時代や縄文時代の人類の骨格の変遷や、使用していた道具を知ることができるだけでなく、文化や地形改変の痕跡に対する研究から、当時の自然環境に人々がどう関わってきたか、ということも分析された。

## 歴代会長
（）内は在位期間。
- 矢部長克（1956年 - 1961年）
- 多田文男（1961年 - 1964年）
- 山本荘毅（1965年 - 1966年）
- 湊正雄（1967年 - 1972年）
- 吉川虎雄（1973年 - 1976年）
- 渡辺直経（1977年 - 1980年）
- 松井健（1981年 - 1982年）
- 木越邦彦（1983年 - 1984年）
- 井関弘太郎（1985年 - 1986年）
- 亀井節夫（1987年 - 1990年）
- 貝塚爽平（1991年 - 1992年）
- 相馬寛吉（1993年 - 1994年）
- 鎮西清高（1995年 - 1996年）
- 米倉伸之（1997年 - 2000年）
- 熊井久雄（2001年 - 2004年）
- 町田洋（2005年 - 2008年）
- 遠藤邦彦（2009年 - ）

## 出版物
- 学会誌『第四紀研究』　毎年6回、偶数月に出版。
- 『日本の第四紀研究』（東京大学出版会）
- 『日本第四紀地図』（東京大学出版会）
- 『百年・千年・万年後の日本の自然と人類』（古今書院）
- 『図解・日本の人類遺跡』（東京大学出版会）
- 『第四紀試料分析法』（東京大学出版会）
- 『第四紀露頭集―日本のテフラ』（日本第四紀学会）
- 『日本先史時代の14Ｃ年代』（日本第四期学会）
- 『地球史が語る近未来の環境』（東京大学出版会）